# Helicops angulatus
Helicops angulatus, é uma serpente aquática que habita em água doce e salobra - sendo, por isso, conhecida pelo nome vulgar de cobra-d'água. Distribui-se por regiões tropicais da América do Sul e Trinidad e Tobago. Atinge um comprimento máximo de 78 cm. Alimenta-se de peixe diversos (incluindo, provavelmente, enguias) e rãs. É indicada como sendo uma espécie "facultativamente ovovivípara".